# Trójnik (hydraulika)

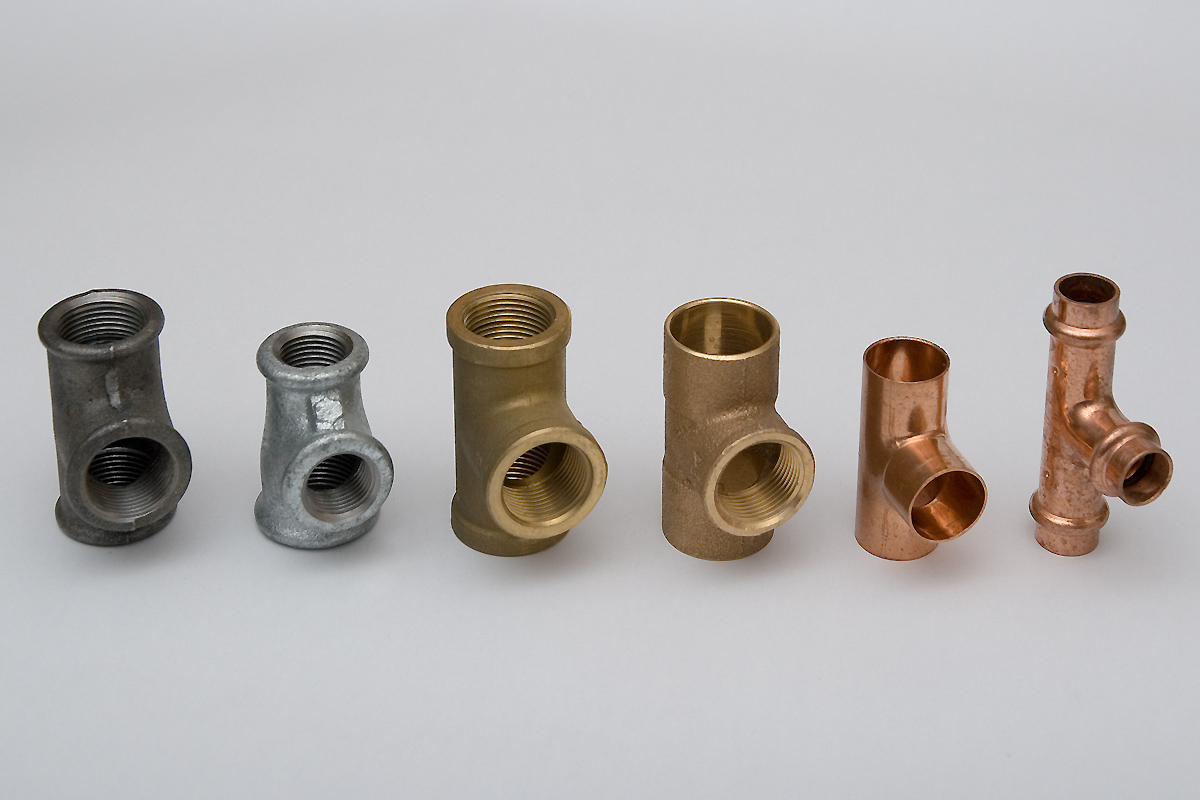
Trójniki ze stali czarnej, ocynku, mosiądzu, brązu, miedzi.

Trójnik – rodzaj kształtki rurowej używanej przy pracach kanalizacyjnych, wodociągowych itp. składającej się z trzech wylotów. Za pomocą trójnika możliwe jest wykonanie odgałęzienia bocznego sieci. Instalacje ze stali czarnej, ocynku, mosiądzu łączy się gwintami. Istnieją trójniki z gwintami wewnętrznymi, zewnętrznymi i ich kombinacje. W instalacjach hydraulicznych wykonanych z miedzi nie stosuje się połączeń gwintowanych. Elementy miedziane łączy się ze sobą lutowaniem miękkim bądź przy użyciu kształtek zaciskowych (na dołączonym zdjęciu pierwsza z prawej).